# Szlak im. Polskich Szkół Mniejszościowych
Szlak im. Polskich Szkół Mniejszościowych, německy Polnischer Minderheitenschulweg a česky lze přeložit jako Stezka polských menšinových škol, je dálková turistická trasa v jižním Polsku v Horním Slezsku. Nachází se ve gmině Křižanovice, gmině Krzanowice, gmině Lyski, gmina Nędza, gmina Rudnik, městě Racibórz v okrese Ratiboř (Slezské vojvodství) a ve gminách Cisek, gmina Bierawa v okrese Kandřín-Kozlí (Opolské vojvodství). Stezka vede podél veletoku Odra v geomorfologických celcích Ratibořská kotlina a Opavská pahorkatina.

## Historie a popis
Szlak im. Polskich Szkół Mniejszościowych je žlutě značená trasa délky 86 km, která byla postavena v roce 1985. Spojuje místa polských menšinových škol, které existovaly v Německu mezi oběma světovými válkami. Zřizovatelem je PTTK. Trasa:
- Hraniční přechod Šilheřovice / Rudyszwałd
- Nádraží Chałupki
- Chałupki
- Zabelków
- Roszków
- Krzyżanowice
- Nowa Wioska
- Owsiszcze
- Tworków
- Aleja Hroza
- Bieńkowice
- Studzienna (Racibórz)
- Nowe Zagrody (Racibórz)
- Centrum (Racibórz)
- Płonia (Racibórz)
- Obora (Racibórz)
- Arboretum Bramy Morawskiej (Racibórz)
- Markowice (Racibórz)
- Raszczyce
- Babice
- Rezerwat przyrody Łężczok
- Nędza
- Zawada Książęca
- Ciechowice
- Grzegorzowice
- Lasaki
- Podlesie
- Przewóz
- Cisek
- Bierawa
- Nádraží Bierava

## Další informace
Stezka je celoročně volně přístupná a křižuje nebo navazuje se na další turistické trasy a cyklostezky.

## Galerie

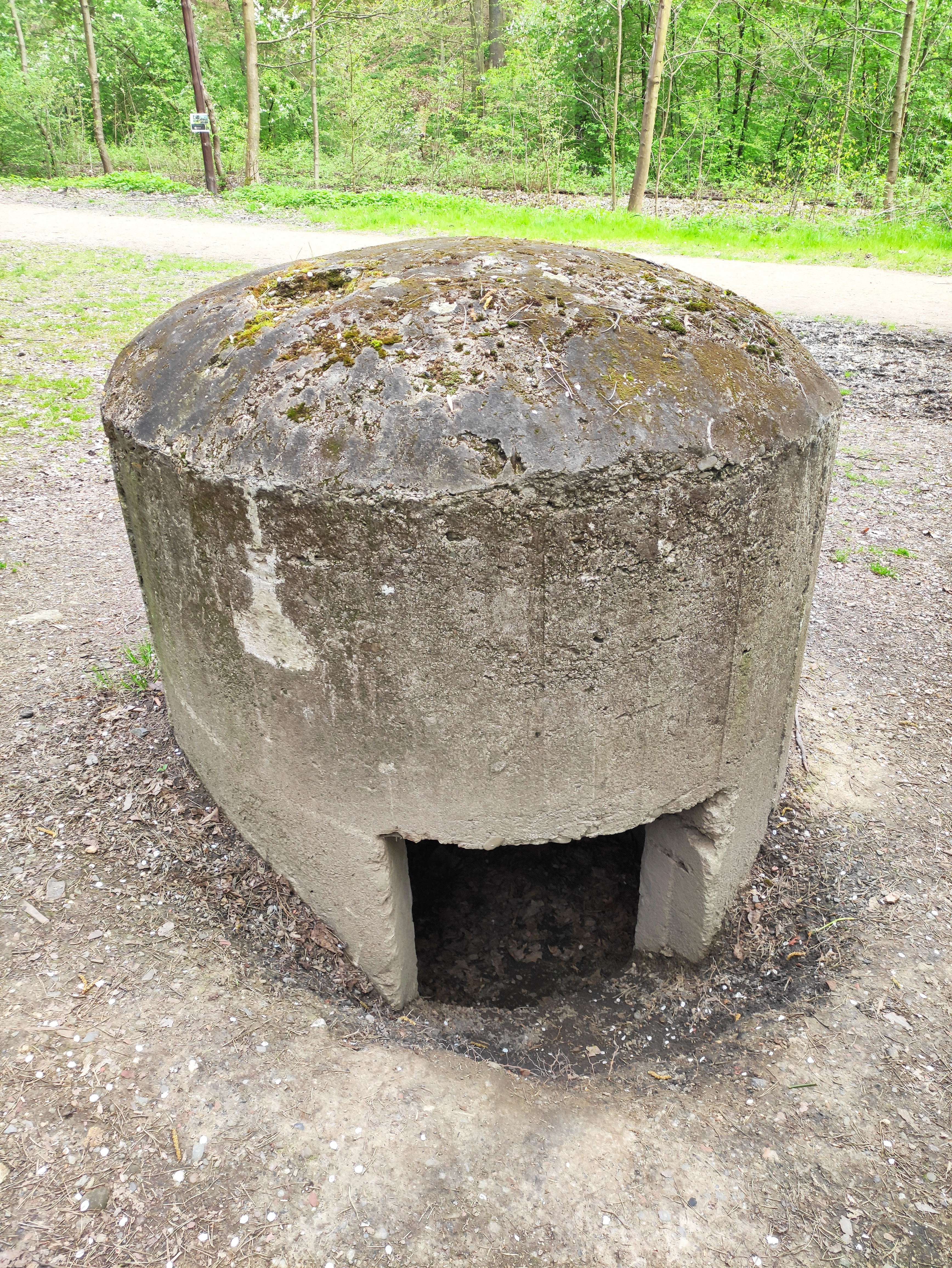
Kochbunker v Arboretu Bramy Morawskiej